# Ziekte van Peyronie
Van de ziekte van Peyronie of induratio penis plastica is sprake als de penis bij het stijf worden krom trekt, in het horizontale of verticale vlak. Dit is een verworven aandoening; de normale lichte kromming omhoog die men meestal ziet, valt er niet onder. Soms kan dit ook pijnlijk zijn en meestal is er ook bij een penis niet in erectie een verharde bindweefselstreng te voelen. Dit kan soms zo ernstige vormen aannemen dat geslachtsgemeenschap erdoor onmogelijk wordt. Het fenomeen werd in 1743 beschreven door François Gigot de La Peyronie (ook wel Lapeyronie), hofarts van koning Lodewijk XV.

## Voorkomen
De ziekte is niet zeldzaam, want ze komt minimaal bij enige mannen per duizend voor. Schattingen lopen uiteen van enkele procenten tot meer dan 10% van de mannen. Lang niet iedereen met de aandoening zal hiervoor een arts raadplegen - echte klachten zijn er vaak ook niet of men denkt dat het bij de ouderdom hoort en schaamte weerhoudt velen. Peyronie kan echter een zeer grote weerslag hebben op de emotionele en psychische gesteldheid.

## Oorzaak
De oorzaak is vorming van een streng bindweefsel in een zwellichaam, waardoor de penis daar niet in gelijke mate mee kan rekken als in het andere zwellichaam. Dit bindweefsel ontstaat spontaan, en de oorzaak hiervan is niet bekend; er zijn evenveel hypothesen als onderzoekers. Het is niet geassocieerd met het HLA-stelsel zoals sommige reumatische aandoeningen dat wel zijn. Mogelijk speelt een onbalans op celniveau tussen NO (stikstofmonoxide) en zuurstofradicalen een rol. De ziekte, of een sterk daarop gelijkende aandoening, kan in een diermodel worden opgeroepen door injectie van cytomoduline in de bindweefselschede van de penis. De ziekte is mogelijk verwant aan de Ziekte van Dupuytren waarbij soortgelijke bindweefselstrengen in de handpalm ontstaan. In 2004 was een belangrijke hypothese dat het ontstaan van microtraumata bij geslachtsgemeenschap of masturbatie tot een overmatige reparatiereactie aanleiding zou geven. In 2008 werd een groot genetisch onderzoek uitgevoerd naar de ziekte van Peyronie.
De volgende mogelijke oorzaken werden ontdekt:
- Erfelijk bepaald: de aandoening kan in bepaalde families relatief vaak voorkomen (genetisch);
- Een verwonding: wanneer de penis in erectie geforceerd gebogen wordt of wanneer men de penis injecteert (bijvoorbeeld vanwege een erectiestoornis);
- Een stoornis van de bloedsomloop of hoge bloeddruk;
- Diabetes: gebleken is dat personen met de ziekte van Peyronie relatief vaak diabetes hebben.

## Behandeling
Er zijn enkele medicijnen die de vorming van het bindweefsel mogelijk enigszins tegengaan, hoewel een overzichtsartikel in het gezaghebbende tijdschrift British Journal of Urology nog in 2004 meldt dat medicamenteuze behandeling volstrekt nutteloos is en dat alleen chirurgie (in vele vormen) in aanmerking komt. In recentere studies lijkt het erop dat sommige medicamenten, soms in combinatie met supplementen, wel enig effect hebben. Naast orale toediening wordt soms de medicatie rechtstreeks in de plaque gespoten. Voordeel hiervan zou zijn dat het medicijn, zoals corticosteroïden, Verapamil of Xiaflex direct bij de plaats terecht komt en in een hogere concentratie. Echter is ook hiervan de werking niet (overtuigend) aangetoond. Verder is schokgolfbehandeling geprobeerd waarbij in verschillende onderzoeken een wisselende mate van succes (of gebrek daaraan) is gerapporteerd. Een tractieapparaat ("penisverlenger") of vacuümpomp zou mogelijk enigszins helpen. Dr. Taubert van het Slingeland ziekenhuis heeft een makkelijk leesbaar overzicht gemaakt, zie externe links. In december 2018 verscheen er een Nederlandstalig overzicht in het Tijdschrift voor Urologie, open acces, zie externe links.
| Methode          | Vorm         | Werking | Resultaat                              |
| ---------------- | ------------ | --- | -------------------------------------- |
| Supplementen     |              | |                                        |
| Vitamine E       | Oraal        | Vermindert als antioxidant de hoeveelheid zuurstofradicalen die vrijkomen in het metabolisme | Niet aangetoond/nauwelijks             |
| L-Carnitine      | Oraal        | Antioxidant, vermindering van collageen/calciumblokker. Er wordt gesuggereerd dat L-Carnitine de hoeveelheid kalk in de cellen vermindert. Hierdoor afremming van littekenweefsel vorming. | Mogelijk, beperkte studies             |
| L-Arginine       | Oraal        | Aminozuur, verhoogt stikstof oxide (NO) level wat zorgt voor vaatverwijding en betere doorbloeding. Daardoor minder littekenweefsel. Werking mogelijk in samenhang met andere medicamenten. | Mogelijk, beperkte studies             |
| L-Citrulline     | Oraal        | L-Citrulline wordt door de nieren omgezet in L-Arginine. Omdat het L-Arginine supplement grotendeels wordt afgebroken in het lichaam zou L-Citrulline effectiever zijn. |                                        |
| Q10/Ubiquinol    | Oraal        | Co-enzym, antioxidant. Oefent sterke effecten uit tegen de oxidatieve schade door meervoudig onverzadigde vetzuren | Mogelijk, in het vroege stadium        |
| Medicijnen       |              | |                                        |
| Pentoxifylline   | Oraal        | Non-specifieke fosfodiësteraseremmer, waardoor TGF ß1 (transforming growth factor) wordt verminderd en vorming van littekenweefsel tegengaat. Heeft een ontstekingsremmende werking. Pentoxifylline wordt inmiddels meestal voorgeschreven door de arts. | Helpt vermoedelijk, meerdere studies   |
| PDE-5 remmers    | Oraal        | PDE-5 remmers zoals Viagra, Cialis kunnen collageen strengen/littekenweefsel verminderen of zelfs opruimen. | Helpt vermoedelijk enigszins           |
| Potaba           | Oraal        | Potassium para-aminobenzoaat. Werkt mogelijk antifibrotisch (littekenvormingremmend) door verhoogde zuurstofopname in weefsels. Zou de plaque verminderen maar geen effect op de kromstand. Kent relatief veel bijwerkingen. | Onduidelijk                            |
| Tamoxifen        | Oraal        | Anti-oestrogeen werking. Verminderd ontstekingsreacties. Kent in sommige gevallen ernstige bijwerkingen | Onduidelijk/geen                       |
| Colchicine       | Oraal        | Acute jicht medicijn. Kent ontstekingsremmende werking en daardoor verminderde collageen aanmaak. Kent in sommige gevallen bijwerkingen | Onduidelijk/geen                       |
| Injecties        |              | |                                        |
| Corticosteroide  | Injectie     | Cortisol gelijkend hormoon. Heeft ontstekingsremmende werking. Kent bijwerkingen | Onduidelijk/geen                       |
| Verapamil        | Injectie     | Calcium remmer, wordt direct in de plaque ingespoten. Bedacht door dr. Levine die aanvankelijk goede resultaten rapporteerde. Vervolgstudies van anderen gaven echter wisselende resultaten. Het merendeel kon geen overtuigend bewijs leveren. Dr. Bennet heeft een overzicht van de studies (pdf) gemaakt en komt tot de conclusie dat het weinig effect heeft. | Mogelijk/onduidelijk Bewijsgraad C     |
| Xiaflex          | Injectie     | Enzym afkomstig van Clostridium Histiolytica bacterie en breekt het collageen af. Is door de Amerikaanse FDA toegelaten als middel voor de behandeling van Dupuytren, een verwante aandoening. Er zijn veel studies naar Xiaflex en er zijn aanwijzingen dat het mogelijk helpt. Mogelijk nadeel van Xiaflex is het risico van ruptuur (breuk) in de penis wat operatief hersteld moet worden. Xiaflex moet daarom volgens een strikt protocol worden ingespoten. De behandeling wordt vaak gecombineerd met het modelleren/stretchen van de penis. | Mogelijk/diverse studies Bewijsgraad B |
| Interferon alpha | Injectie     | Is een proteïne wat van nature in het lichaam. Vermindert de collageen aanmaak en gaat littekenvorming tegen. Zou plaque grootte verkleinen. Bijwerkingen kunnen griepachtige verschijnselen zijn. | Mogelijk/diverse studies Bewijsgraad C |
| Overig           |              | |                                        |
| Verapamil        | Creme        | De werkzaamheid van cremes wordt betwist omdat het lastig is het medicijn (Verapamil, Nicardipine) door de huid op de plek van bestemming, de Tunica Albuginea, te krijgen. | Onduidelijk                            |
| ESWT             | Elektronisch | Extracorporal Shock Wave Therapy is ook wel bekend als niersteenvergruizing. Met schokgolven wordt getracht de plaquevorming stil te leggen. Of het wordt toegepast in een later stadium om de verkalkte plaques op te ruimen. Er is geen overtuigend bewijs voor de werkzaamheid. | Onduidelijk/geen                       |
| Tractie          | Mechanisch   | Een tractie apparaat, ook wel bekend als penisverlenger, oefent gedurende enkele uren per dag een zachte, constante tractie uit op de penis waardoor deze in zowel lengte als omvang toeneemt. Wordt vaak toegepast in combinatie met medicijnen/injecties en/of na een operatieve ingreep. Ook een vacuümpomp werkt volgens het zelfde principe. | Waarschijnlijk                         |

### Chirurgisch
Bij een chirurgische ingreep wordt de penis kunstmatig in erectie gebracht, waarna de uroloog een wigvormig stukje van de penis (meestal in een bocht) verwijdert. Vervolgens wordt de penis 'rechtgetrokken' en de wond gehecht. Na de operatie is de penis altijd korter in erectie. Deze ingreep wordt een plicaturatie van Nesbitt genoemd. Vanwege de slagaders en zwellichamen die in het operatiegebied liggen, is het een risicovolle operatie met grote kans op complicaties. De ingreep wordt meestal onder lokale anesthesie uitgevoerd.
In Nederland is het beleid meestal af te wachten en pas operatief in te grijpen als coïtus onmogelijk wordt en/of er bij een erectie pijnklachten ontstaan.